# HMS Dreadnought (1906)
HMS Dreadnought (de naam betekent onvervaard) was een Brits slagschip dat als eerste gebruikmaakte van bewapening met uitsluitend geschuttorens met zwaar kaliber scheepsgeschut.

## Plannen en bouw
De Dreadnought was de eerste van een nieuwe klasse oorlogsschepen. De Britse admiraal Jacky Fisher was de drijvende kracht achter het ontwerp. Fisher was op 21 oktober 1904 benoemd als First Sea Lord van de Admiraliteit van Engeland. Fisher had zijn eigen opvattingen over de goede kwaliteiten van een modern marineschip. Twee factoren waren van essentieel belang, vuurkracht en snelheid. Op 22 december 1904 benoemde Fisher een commissie om deze ideeën uit te werken in bouwplannen voor een nieuw slagschip. Fisher gaf de commissie twee eisen mee, alleen kanonnen met een kaliber van 12 inch en een minimale snelheid van 21 knopen. Vanaf 3 januari 1905 kwam de commissie gedurende zeven weken bijeen voor het ontwerp.
Op 22 februari 1905 was de commissie klaar en Fisher begon anderen te overtuigen om het schip daadwerkelijk te bouwen. Fisher had haast en bestelde al onderdelen voor het schip en reserveerde een plek bij de Royal Naval Dockyard in Portsmouth. Deze scheepswerf had ooit een recordbouwtijd van 31 maanden voor een slagschip gerealiseerd, maar Fisher wilde de klus in 12 maanden klaren. De kiel werd gelegd op 2 oktober 1905 en op 10 februari 1906 werd het schip te water gelaten. Aan de kade werd het verder afgewerkt en op 1 oktober 1906, na een record bouwtijd van 366 dagen, verliet het schip de haven voor de eerste testvaart.

## In dienst
Het schip was bewapend met tien kanonnen van 12 inch (30,5 cm) in vijf dubbele geschuttorens, was sneller en was beter bepantserd dan zijn tijdgenoten. De kanonnen op de Dreadnought waren zo geplaatst dat hij met zes kanonnen naar voren kon vuren en met acht kanonnen naar alle andere richtingen. Andere schepen konden daar maximaal de vuurkracht van vier grote kanonnen tegenover stellen. De voordelen zijn overigens niet alleen verkregen door de secundaire bewapening te beperken: met een waterverplaatsing van 18.000 long ton was het ook het grootste oorlogsschip van zijn tijd. Met 21 knopen was het sneller dan enig ander slagschip. Britse pre-dreadnought-slagschepen waren in staat voor korte tijd 19 knopen te varen. Zelfs bij een snelheid van 14 knopen begonnen de oude stoommachines na acht uur al gebreken te tonen. De Dreadnought was uitgerust met stoomturbines en kon veel langer op een hoge snelheid blijven varen.
Dreadnought was tevens het eerste schip voorzien van de zogeheten Rangefinders, zodat grotere kanonnen met een verder bereik beter konden worden ingezet. De afstandsmeter maakte het mogelijk, om door middel van twee lenzen aan weerszijden van een buis beter de afstand tot een object of schip te bepalen.
Alle andere toonaangevende marines haastten zich vanaf dat moment om soortgelijke schepen te bouwen. Oorlogsschepen werden voortaan voorzien van vrijwel enkel grote kanonnen met een veel grotere reikwijdte dan voorheen. De wapenwedloop op zee die al enkele jaren tussen het Verenigd Koninkrijk en Duitsland gaande was kreeg daarmee een nieuwe impuls.
De Dreadnought werd in 1919 van de sterkte van de Royal Navy afgevoerd en het jaar nadien voor sloop verkocht.

## Scheepsklasse
De naam dreadnought wordt sindsdien ook gebruikt ter aanduiding van de slagschepen, die volgens ditzelfde principe zijn gebouwd, ter onderscheid van de oudere typen slagschepen die meerdere typen kalibers geschut voerden, waarvan vaak maar vier van het zwaarste. Het concept was wel dermate vernieuwend dat alle andere slagschepen op slag verouderd waren. Men sprak vanaf die tijd dan ook vaak van dreadnought-type slagschepen (of kortweg dreadnoughts) en pre-dreadnoughts.

## Fotogalerij

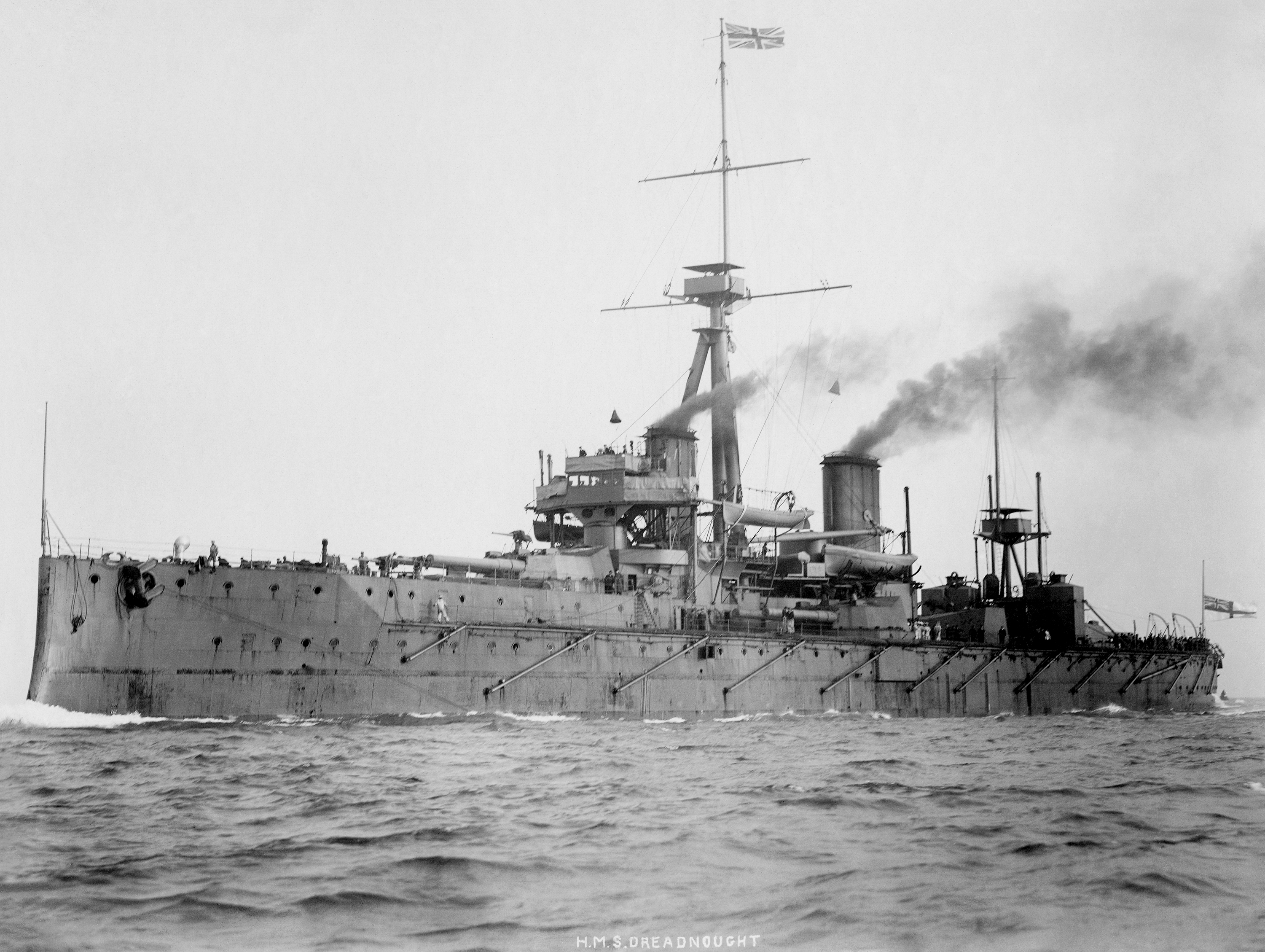
HMS Dreadnought in 1906
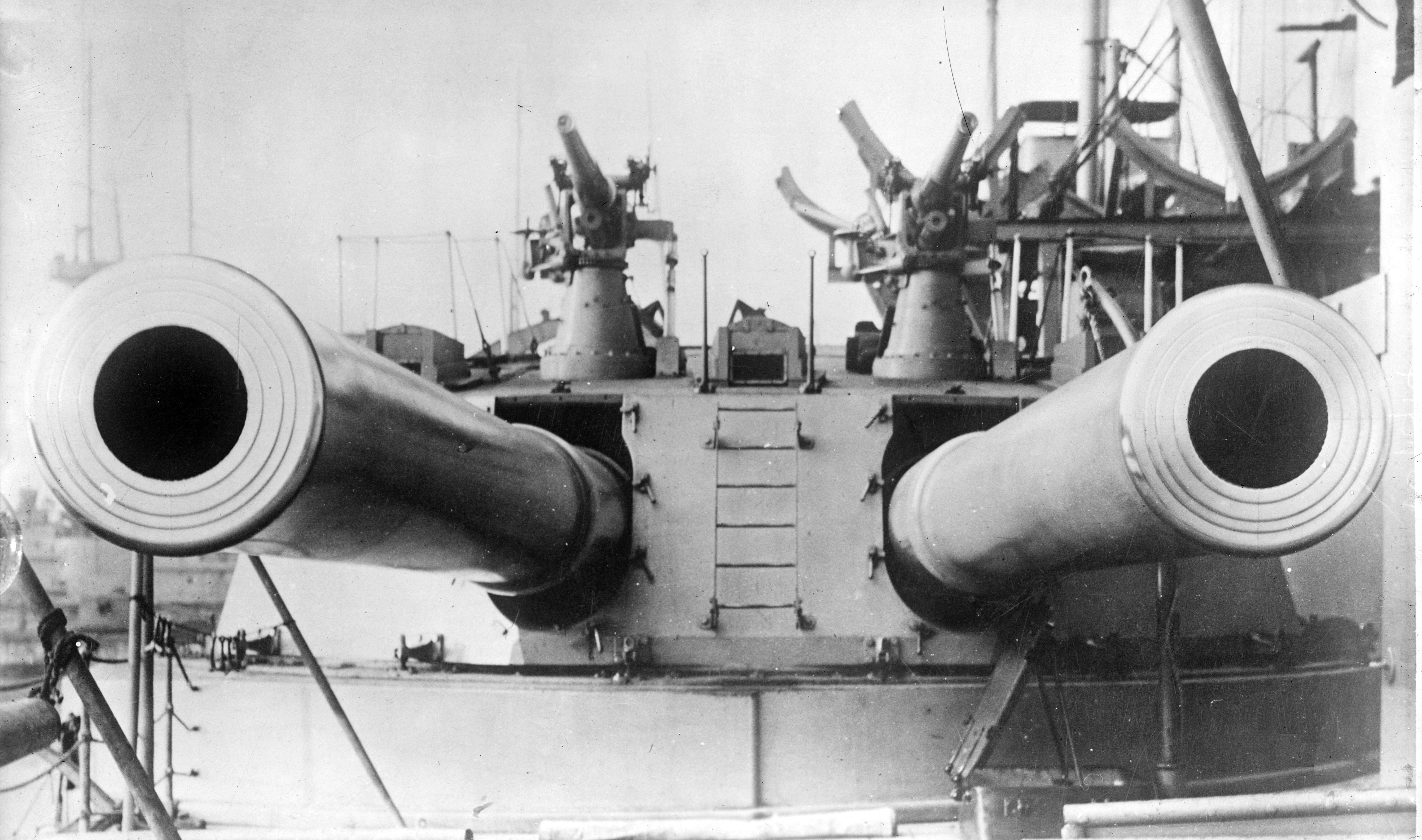
2 30,5 cm kanonnen met erbovenop 2 12-ponders
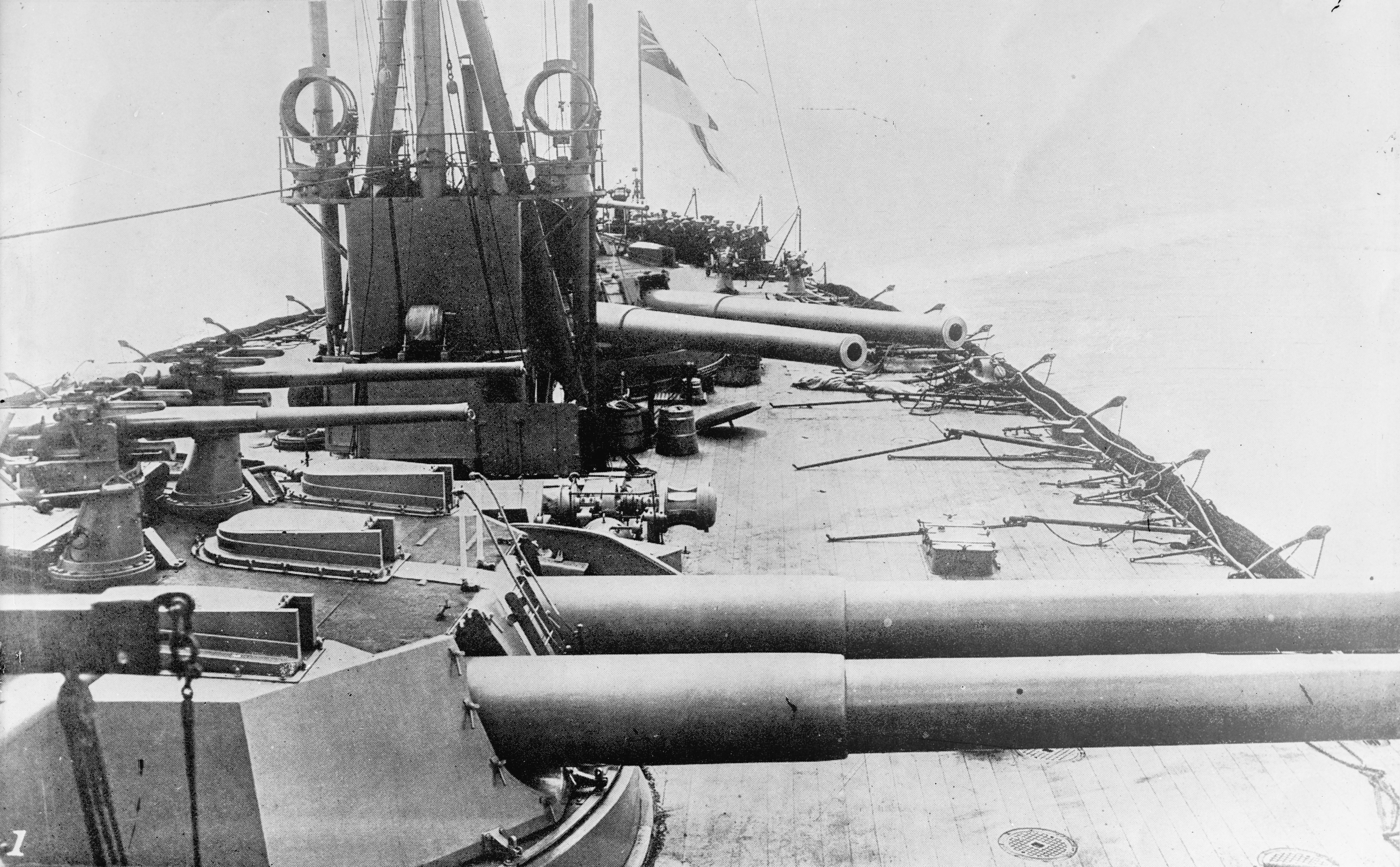
Achterdek
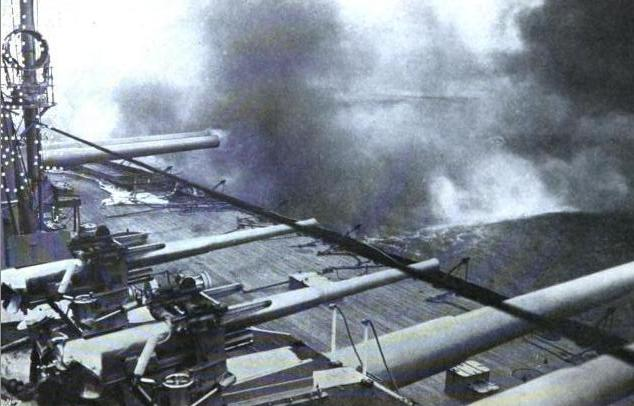
In actie

## Dreadnought-hoax
In 1910 was de Dreadnought het middelpunt van een practical joke, uitgevoerd door leden van de Bloomsburygroep, waarbij dezen zich - verkleed als Abessijnse prinsen - toegang verschaften tot de HMS Dreadnought, om deze aan een inspectie te onderwerpen. Deze gebeurtenis is bekend onder de naam Dreadnought hoax.

## Naslagwerk
- (en)  Dreadnought. Auteur: Robert K. Massie. Uitgever: Random House, New York,1991. ISBN 0-394-52833-6